# Вілсон (Північна Кароліна)
Вілсон (англ. Wilson) — місто (англ. city) в США, адміністративний центр округу Вілсон штату Північна Кароліна. Населення — 47 851 особа (2020), 17-е місто по населенню в штаті. Розташоване на схід від столиці штату Ралі.

## Географія
Вілсон розташований за координатами 35°44′5″ пн. ш. 77°55′53″ зх. д. / 35.73472° пн. ш. 77.93139° зх. д. (35.734588, -77.931495).  За даними Бюро перепису населення США в 2010 році місто мало площу 76,65 км², з яких 74,45 км² — суходіл та 2,19 км² — водойми. В 2017 році площа становила 82,33 км², з яких 80,07 км² — суходіл та 2,26 км² — водойми.

### Клімат
| Клімат : Вілсон                            | Клімат : Вілсон | Клімат : Вілсон | Клімат : Вілсон | Клімат : Вілсон | Клімат : Вілсон | Клімат : Вілсон | Клімат : Вілсон | Клімат : Вілсон | Клімат : Вілсон | Клімат : Вілсон | Клімат : Вілсон | Клімат : Вілсон | Клімат : Вілсон |
| Показник                                   | Січ.            | Лют.            | Бер.            | Квіт.           | Трав.           | Черв.           | Лип.            | Серп.           | Вер.            | Жовт.           | Лист.           | Груд.           | Рік             |
| Середній максимум, °C                      | 10,8            | 12,8            | 17,3            | 22,4            | 26,5            | 30,8            | 32,4            | 31,4            | 28,3            | 23,1            | 18,2            | 12,6            | 22,2            |
| Середній мінімум, °C                       | −0,4            | 0,8             | 4,4             | 9,0             | 13,9            | 19,1            | 21,2            | 20,4            | 16,9            | 10,1            | 5,2             | 1,1             | 10,2            |
| Норма опадів, мм                           | 96              | 80              | 107             | 77              | 103             | 104             | 136             | 125             | 128             | 80              | 76              | 84              | 1195            |
| ------------------------------------------ | --------------- | --------------- | --------------- | --------------- | --------------- | --------------- | --------------- | --------------- | --------------- | --------------- | --------------- | --------------- | --------------- |
| Джерело: xmACIS2 (Monthly Climate Normals) |                 |                 |                 |                 |                 |                 |                 |                 |                 |                 |                 |                 |                 |

## Демографія
Згідно з переписом 2010 року, у місті мешкало 49 167 осіб у 19 585 домогосподарствах у складі 12 556 родин. Густота населення становила 641 особа/км².  Було 21870 помешкань (285/км²).
Расовий склад населення:
| - 47,9 % — чорних або афроамериканців - 42,9 % — білих - 1,2 % — азіатів - 0,3 % — корінних американців - 6,0 % — осіб інших рас |

До двох чи більше рас належало 1,7 %. Частка іспаномовних становила 9,4 % від усіх жителів.
За віковим діапазоном населення розподілялося таким чином: 25,3 % — особи молодші 18 років, 60,6 % — особи у віці 18—64 років, 14,1 % — особи у віці 65 років та старші. Медіана віку мешканця становила 37,2 року. На 100 осіб жіночої статі у місті припадало 87,1 чоловіків;  на 100 жінок у віці від 18 років та старших — 81,5 чоловіків також старших 18 років.
Середній дохід на одне домашнє господарство  становив 52 644 долари США (медіана — 38 497), а середній дохід на одну сім'ю — 62 073 долари (медіана — 44 850). Медіана доходів становила 37 216 доларів для чоловіків та 33 131 долар для жінок. За межею бідності перебувало 25,9 % осіб, у тому числі 42,6 % дітей у віці до 18 років та 14,0 % осіб у віці 65 років та старших.
Цивільне працевлаштоване населення становило 20 647 осіб. Основні галузі зайнятості: освіта, охорона здоров'я та соціальна допомога — 26,6 %, виробництво — 18,6 %, роздрібна торгівля — 11,4 %, мистецтво, розваги та відпочинок — 8,0 %.